# حتبت
حتبت أول سيدة رفيعة الشأن تكتشف مقبرتها في جبانة منطقة الأهرامات، واسمها يعني «جالبة الخير والسعادة». وكاهنة «حتحور»، ربة الحنان والجمال والسعادة في مصر القديمة. وتصور مقبرة «حتبت» الكاهنة وهي جالسة أمام مائدة للقرابين تستقبل القرابين المقدمة من أبنائها، ويوجد على أحد الجدران مناظر متميزة لقردين، حيث كانت القردة حيوانات مستأنسة في ذلك الوقت. تم اكتشاف مقبرنها بمنطقة الجبانة الغربية بالأهرامات تضم مقابر لكبار الموظفين من الدولة القديمة عثر عليهم بواسطة البعثات الأثرية السابقة التي توالت على الجبانة منذ عام 1842. وزُينت جدران المقبرة بمناظر ملونة تصور «حتبت» في وضع الوقوف تستعرض مناظر صيد الطيور والأسماك، بالإضافة إلى مناظر لصناعات مختلفة كصناعة مراكب البردي والجلود وصهر المعادن، ومناظر للرعي وذبح الأضاحي وجمع الفاكهة وفرق موسيقية ورقص الفتيات، كما تظهر صاحبة المقبرة في مناظر أخرى وهي جالسة أمام مائدة للقرابين تستقبل القرابين المقدمة من أبنائها.